# Hexatoma (Eriocera) pernigrina
Hexatoma (Eriocera) pernigrina is een tweevleugelige uit de familie steltmuggen (Limoniidae). De soort komt voor in het Palearctisch gebied.